# Чарели (Терамо)
Чарели (итал. Ciarelli) је насеље у Италији у округу Терамо, региону Абруцо.
Према процени из 2011. у насељу је живело 39 становника. Насеље се налази на надморској висини од 949 м.